# Dōbutsu Sentai Zyuohger
Ninningers Kyūrangers
Dōbutsu Sentai Zyuohger (動物戦隊ジュウオウジャー, Dōbutsu Sentai Jūōjā, littéralement Zyuohgers, l'escadron des animaux) est une série télévisée japonaise du genre sentai créée en 2016.
Il s'agit de la 40e série de la franchise. Cette série fête le 40e anniversaire des Super Sentais ainsi que le 2000e épisode de la saga depuis ses débuts (épisode n°29) avec comme invités les Kaizoku Sentai Gokaiger. Les Dobutsu Sentai Zyohger apprennent l'existence des Super Sentais car ils n'avaient aucune connaissance à ce sujet avant l'épisode 29.

## Synopsis
Yamato Kazakiri, un jeune zoologue, se retrouve perdu sur Zyuland, un monde parallèle situé sur Terre où vivent les Zyuman, des êtres à l'apparence animale.
Dans le même temps, le monde des humains est attaqué par de méchants extra-terrestres, les Deathgaliens, dirigés par Ginis depuis son vaisseau, Sagittari Ark. Cette attaque fait partie d'un jeu, le Blood Game où les Deathgaliens doivent détruire une planète dans le seul but de distraire Ginis.
Yamato et les Zyumans ne peuvent pardonner cet acte aux Deathgaliens. En tant qu'êtres fiers vivant sur la Terre, ces cinq personnes réveillent leurs instincts et deviennent les Dōbutsu Sentai Zyuohger ! Avec les Cubes du Monarque en main, humains et Zyumans se rassemblent pour protéger leur foyer.

## Personnages

### Zyuohgers
| Acteur/Voix                                  | Personnage                                   | Senshi | Titre                                                           | Numéro | Motif      |
| -------------------------------------------- | -------------------------------------------- | --- | --------------------------------------------------------------- | ------ | ---------- |
| Masaki Nakao (中尾 暢樹, Nakao Masaki)       | Yamato Kazakiri (風切 大和, Kazakiri Yamato) | Zyuoh Eagle (ジュウオウイーグル, Jūō Īguru)                                                                         | Le Monarque du firmament (大空の王者, Ōzora no Ōja)             | 1      | Aigle      |
| Miki Yanagi (柳 美稀, Yanagi Miki)           | Sela (セラ, Sera)                            | Zyuoh Shark (ジュウオウシャーク, Jūō Shāku)                                                                         | La Monarque des mers agitées (荒波の王者, Aranami no Ōja)       | 2      | Requin     |
| Shohei Nanba (南羽 翔平, Nanba Shōhei)       | Léo (レオ, Reo)                              | Zyuoh Lion (ジュウオウライオン, Jūō Raion)                                                                          | le Monarque de la savane (サバンナの王者, Sabanna no Ōja)       | 3      | Lion       |
| Tsurugi Watanabe (渡邉 剣, Watanabe Tsurugi) | Tusk (タスク, Tasuku)                        | Zyuoh Elephant (ジュウオウエレファント, Jūō Erefanto)                                                               | le Monarque des forêts (森林の王者, Shin'rin no Ōja)            | 4      | Éléphant   |
| Haruka Tateishi (立石 晴香, Tateishi Haruka) | Amu (アム, Amu)                              | Zyuoh Tiger (ジュウオウタイガー, Jūō Taigā)                                                                         | la Monarque des plaines enneigées (雪原の王者, Setsugen no Ōja) | 5      | Tigre      |
| Naoki Kunishima (國島 直希, Kunishima Naoki) | Misao Mondo (門藤 操, Mondō Misao)           | Zyuoh TheWorld (ジュウオザワールド, Jūō ZaWārudo)                                                                   | le Monarque du monde (世界の王者, Sekai no Ōja)                 | 9      | Rhinocéros |
| Naoki Kunishima (國島 直希, Kunishima Naoki) | Misao Mondo (門藤 操, Mondō Misao)           | Zyuoh TheWorld (ジュウオザワールド, Jūō ZaWārudo)                                                                   | le Monarque du monde (世界の王者, Sekai no Ōja)                 | 7      | Crocodile  |
| Naoki Kunishima (國島 直希, Kunishima Naoki) | Misao Mondo (門藤 操, Mondō Misao)           | Zyuoh TheWorld (ジュウオザワールド, Jūō ZaWārudo)                                                                   | le Monarque du monde (世界の王者, Sekai no Ōja)                 | 8      | Loup       |
| Kohei Murakami (村上 幸平, Murakami Kōhei)   | Bud (バド, Bado)                             | Zyuoh Bird (ジュウオバード, Jūō Bādo) (épisodes 1-48)                                                               | le Monarque du ciel (天空の王者, Tenkū no Ōja)                  | 1      | Oiseau     |
|                                              |                                              | Zyuoh Condor (Dōbutsu Sentai Zyuohger, le retour : la vie reçue ! la Bataille décisive des Monarques de la Terre !) |                                                                 | 0      | Condor     |

### Kamen Rider
| Acteur         | Personnage     | Kamen Rider        | Arsenal                                       |
| -------------- | -------------- | ------------------ | --------------------------------------------- |
| Shun Nishime   | Takeru Tenkuji | Kamen Rider Ghost  | Ghost Driver/Gratefull Damashii/Ghost Eyecons |
| Hayato Isomura | Alain          | Kamen Rider Necrom | Mega ULOrder/Ghost Eyecons                    |
| Tetsu Inada    | Takeshi Hongo  | Kamen Rider Ichigo | Typhoon                                       |

### Anciens Super Sentai
| Personnage                             | Senshi                  | Apparition                                   |
| -------------------------------------- | ----------------------- | -------------------------------------------- |
| Captain Marvelous                      | Gokai Red               | 28 & 29                                      |
| Joe Gibken                             | Gokai Blue              | 28 & 29                                      |
| Luka Millfy                            | Gokai Yellow            | 28 & 29                                      |
| Don Dogoier                            | Gokai Green             | 28 & 29                                      |
| Ahim de Famille                        | Gokai Pink              | 28 & 29                                      |
| Gai Ikari                              | Gokai Silver            | 28 & 29                                      |
| Aka Red                                | Aka Red                 | Super Dōbutsu Taisen                         |
| Masato Jin (Dōbutsu Sentai Go-Busters) | Beet Buster/Gold Beetle | Super Dōbutsu Taisen                         |
| Beet J. Stag                           | Stag Buster/Silver Stag | Super Dōbutsu Taisen                         |
| Nobuharu Udo                           | Kyoryu Blue             | Super Dōbutsu Taisen                         |
| Akira Nijino                           | Toq-6gou                | Super Dōbutsu Taisen                         |
| Takaharu Igasaki                       | Akaninger               | Zyuohger Vs Ninninger                        |
| Tsumuji Igasaki                        | Akaninger               | Zyuohger Vs Ninninger                        |
| Yoshiharu Igasaki                      | Akaninger               | Zyuohger Vs Ninninger                        |
| Yakumo Katou                           | Aoninger                | Zyuohger Vs Ninninger                        |
| Nagi Matsuo                            | Kininger                | Zyuohger Vs Ninninger                        |
| Fuuka Igasaki                          | Shironinger             | Super Dōbutsu Taisen & Zyuohger Vs Ninninger |
| Kasumi Momochi                         | Momoninger              | Zyuohger Vs Ninninger                        |
| Kinji Takigawa                         | Starninger              | Zyuohger Vs Ninninger                        |
| Tsuyoshi Kaijo                         | Aka Ranger              | Zyuohger VS Ninninger                        |
| Yusuke Amamiya                         | Red Falcon              | Zyuohger VS Ninninger                        |
| Kakeru Shishi                          | Gao Red                 | Zyuohger VS Ninninger                        |

On notera également que tous les Super Sentai et chacun de leur membres (Kyuranger compris) apparaissent en tant que caméo dans le film Doubutsu Sentai Zyuohger vs. Ninninger : Message de l'Avenir de la part des Super Sentai (動物戦隊ジュウオウジャーVSニンニンジャー未来からのメッセージfromスーパー戦隊, Dōbutsu Sentai Jūōjā tai Ninninjā Mirai kara no messēji from sūpā sentai).

### Alliés
- Mario Mori (森 真理夫, Mori Mario?) : C'est l'oncle de Yamato, chez qui ce dernier vie. Il fait des sculptures représentant des animaux, sa méthode de travail, c'est de se déguiser en l'animal qu'il sculpte pour trouver l'inspiration. Il héberge volontiers Seta, Leo, Tusk et Amu, sans savoir qu'ils ne sont pas humain jusqu'à l'épisode 44. Dès l'épisode 45, il voudra rejoindre l'équipe avec pour titre "Monarque de l'Humanité : Zyuoh Human", et dans cet épisode il porte un costume rose (faisant de lui, de manière officieuse, le premier homme à être un ranger rose original).
- Larry (ラリー, Rarī?) : Il s'agit d'un Zyuman, mi-homme, mi-gorille. Il était venu sur Terre, à la base, pour étudier l'humanité, mais il faisait peur aux humains et un jour, un policier lui a tiré dessus, ce qui convainc Larry dans l'idée que tous les humains sont mauvais. Lorsqu'il a voulu rentrer chez lui, un des Cubes du Monarque avait disparu du Link Cube, fermant l'accès à Zyuland. Il est resté sur Terre pendant des années, et un jour il rencontre les Zyuohger. Lorsqu'il apprend que Yamato n'est pas un Zyuman, il veut couper tout contact avec lui. Mais Larry comprend, en voyant Yamato s'occuper d'une biche, que tous les humains ne sont pas mauvais, il donnera son Zyuman Power à Yamato pour qu'il devienne Zyuoh Gorilla, ce qui lui permit de vaincre Cuval. Par la suite, on apprend qu'il est ami avec Bud, et il persuade ce dernier de rejoindre les Zyuohger dans leur combat contre les DeathGalien.
- Kaizoku Sentai Gokaiger (épisodes 28 et 29)
- Shuriken Sentai Ninninger (Zyuohger vs Ninnger)

### Hors-la-loi de l'espace Deathgalien
Les hors-la-loi de l'espace Deathgalien (宇宙の無法者デスガリアン, Uchū no muhōmono Desugarian) sont un groupe de malfaiteurs ayant attaqué Zyuland. Ils opèrent depuis Sagittari Ark ().
- Ginis (ジニス, Jinisu?) : C'est le chef du groupe.
- Azald (アザルド, Azarudo?) :
- Cuval (クバル, Kubaru?) :
- Nalia (ナリア, Naria?) : C'est la secrétaire de Ginis. Elle est également chargée de faire grandir les monstres.
- Jagged (ジャグド, Jyagudo?) (épisode 1) :
  - Les Moebas (メーバ, Mēba?) sont les fantassins du groupe.
  - Les Players (プレイヤー, Pureiyā?) sont les monstres envoyés sur Terre par le groupe.
  - Les Triangulars (トライアングラー, Toraiangurā?) sont les vaisseaux de combat du groupe, pareils à d'immenses triangles.

### Ganma
Les Ganma sont les ennemis des Kamen Rider Ghost et Necrom et ils viennent du monde Ganma, ils sont aussi invisibles. Seuls ceux qui possèdent une Ghost Eyecons peuvent les voir.
- Machine Gun Gamma :
- Seiryuto Gamma :

### Shocker
Shocker est une organisation maléfique qui transforme des gens qui possèdent de grande capacité en monstres. Ils sont les ennemis de Kamen Rider Ichigo.
- Shiomaneking :
- Yamaarashi-Roid :
- Zangioh :

## Arsenal

### Équipements
- Zyuoh Changer (ジュウオウチェンジャー, Jūō Chenjā?) : Un Rubik's Cube qui permet aux Zyuohgers de se transformer, d'appeler leurs mechas et de les faire se combiner. Il a trois boutons différents correspondant à chacune de ces fonctions et lorsqu'ils appuient sur un des boutons, ils doivent faire tourner le Rubik's Cube pour que l'image corresponde à la fonction activée. Le Rubik's Cube a également une fonction téléphone.

- Zyuoh TheLight (?) : Transformateur de Zyuoh TheWorld qui ressemble à une lampe de poche.

- Whale Change Gun (?) : Transformateur de Zyuoh Whale.

- Zyuoh Changer Final : Transformateur de Zyuoh Bird. Une version or du Zyuoh Changer.

### Armes
- Zyuoh Buster (ジュウオウバスター, Jūō Basutā?) : L’arme commune à tous les Zyuohgers ; elle est composée de deux cubes. Un cube rouge qui forme le mode épée avec son attaque Zyuoh Slash (ジュウオウスラッシュ, Jūō Surasshu?) et un cube bleu qui forme le mode pistolet avec son attaque Zyuoh Shoot (ジュウオシュート, Jūō Shūto?).
- Eagrizer (イーグライザー, Īguraizā?) : L'arme personnelle de Zyuoh Eagle et Zyuoh Bird. Il s'agit d'une épée qui peut se transformer en fouet.

- Zyuoh TheGunRod (?) : L'arme personnelle de Zyuoh TheWorld ; un fusil laser orange qui peut aussi se transformer en une canne à pêche.

## Mechas
- Zyuoh King (ジュウオウキング, Jūō Kingu?) : Un des principaux mechas des Zyuohgers, composé de trois cubes :
  - Cube Eagle (キューブイーグル, Kyūbu Īguru?) : le cube piloté par Zyuoh Eagle. Numéroté 1.
  - Cube Shark (キューブシャーク, Kyūbu Shāku?) : le cube piloté par Zyuoh Shark. Numéroté 2.
  - Cube Lion (キューブライオン, Kyūbu Raion?) : le cube piloté par Zyuoh Lion. Numéroté 3.

À noter que Cube Shark peut être remplacé par Cube Tiger et que Cube Lion peut être remplacé par Cube Elephant.
- Zyuoh Wild (ジュウオウワイルド, Jūō Wairudo?) : Un des principaux mechas des Zyuohgers, composés de trois cubes :
  - Cube Gorilla (キューブゴリラ, Kyūbu Gorira?) : le second cube piloté par Zyuoh Eagle lorsqu'il est transformé en Zyuoh Gorilla. Numéroté 6.
  - Cube Tiger (キューブタイガー, Kyūbu Taigā?) : le cube piloté par Zyuoh Tiger. Numéroté 5.
  - Cube Elephant (キューブエレファント, Kyūbu Erefanto?) : le cube piloté par Zyuoh Elephant. Numéroté 4.

- Tôsai Zyuoh (トウサイジュウオウ, Tōsai Jūō?) : Un des principaux mechas des Zyuohgers, composés de trois cubes :
  - Cube Crocodile (キューブクロコダイル, Kyūbu Kurokodairu?) : . Numéroté 7.
  - Cube Wolf (キューブウルフ, Kyūbu Urufu?) : . Numéroté 8.
  - Cube Rhinos (キューブライノス, Kyūbu Rainosu?) : . Numéroté 9.

- CondorWild(Doubutsu Sentai Zyuohger the Movie: The Heart Pounding Circus Panic) composés de trois cubes :
  - Cube Condor : Numéroté 0 .
  - Cube Tiger : le cube piloté par Zyuoh Tiger. Numéroté 5
  - Cube Elephant : le cube piloté par Zyuoh Elephant. Numéroté 4.

- Cube Whale / Dodekai-Oh  : le cube piloté par Zyuoh Whale. Numéroté 10

- Wild Zyuoh King : Formé à partir de Zyuoh King, Zyuoh Wild et des Cube Kirin et Cube Mogura.

- Wild Tousai King : Formé à partir de Zyuoh King, Zyuoh Wild, Tôsai Zyuoh et des Cube Kirin, Cube Mogura, Cube Kuma et Cube Komori .

- Wild Tousai Dodeka King : Formé à partir de Zyuoh King, Zyuoh Wild, Tôsai Zyuoh, Dodekai-Oh et des Cube Kirin, Cube Mogura, Cube Kuma et Cube Komori .

- Cube Kirin (キューブキリン, Kyūbu Kirin?) : Il s'agit d'une girafe qui peut se transformer en bazooka et servir d'arme pour les mechas des Zyuohgers. Il n'est pas numéroté ; il a pour symbole !.
- Cube Mogura (キューブモグラ, Kyūbu Mogura?)  : Il s'agit d'une taupe qui peut se transformer en foreuse et servir d'arme pour les mechas des Zyuohgers. Il n'est pas numéroté ; il a pour symbole !.
- Cube Kuma (キューブクマ, Kyūbu Kuma?)  : Il s'agit d'un ours brun qui peut se transformer en  hache et servir d'arme pour les mechas des Zyuohgers. Il n'est pas numéroté ; il a pour symbole !.
- Cube Komori : Il s'agit d'une chauve - souris qui peut se transformer en Boomerang et servir d'arme pour les mechas des Zyuohgers. Il n'est pas numéroté ; il a pour symbole !.
- Cube Panda : Il s'agit d'un Panda. Version améliorée du Cube Kuma. Il n'est pas numéroté ; il a pour symbole !.
- Cube Shimauma  : Il s'agit d'un Zebre. Il n'est pas numéroté ; il a pour symbole !.
- Cube Kamonohashi : Il s'agit d'un Ornithorynque. Il n'est pas numéroté ; il a pour symbole !.
- Cube Fukurou : Il s'agit d'un hibou. Il n'est pas numéroté ; il a pour symbole !.
- Cube Hyou : Il s'agit d'un Leopard. Il n'est pas numéroté ; il a pour symbole !.
- Cube Octopus : Il s'agit d'un Octopus. Il n'est pas numéroté ; contrairement aux autres Cube ; il a pour symbole ?.

.

## Épisodes
- À partir du deuxième épisode, le générique d'ouverture commence toujours par la phrase : « La Terre, foyer d'innombrables vies. Un humain et quatre Zyumen se sont rencontrés et ont formé une horde pour défendre la planète ! » (「」, « »?).

1. L'excitante terre des animaux (どきどき動物ランド, Dokidoki Dōbutsu Rando?)
2. Ne sous-estimez pas cette planète (この星をなめるなよ, Kono Hoshi o Nameru na yo?)
3. On veut rentrez chez nous mais on ne peut pas (帰りたいけど帰れない, Kaeritaikedo Kaerenai?)
4. Rugissement sur le ring (リングに吼えろ, Ringu ni Hoero?)
5. Le Monarque de la jungle (ジャングルの王者, Janguru no Ōja?)
6. Un cadeau sauvage (ワイルドなプレゼント, Wairudo na Puresento?)
7. Un fan-fan-fantôme apparaît (ゴゴゴゴーストが出た, Gogogo Gōsuto ga Deta?)
8. La mélodie de la savane (サバンナのメロディー, Sabanna no Merodī?)
9. Le jour sans fin (終わらない一日, Owaranai Ichinichi?)
10. Le Game le plus dangerux qui soit (最も危険なゲーム, Mottomo Kiken na Gēmu?)
11. Le grand rassemblement des animaux (動物大集合, Dōbutsu Dai Shūgō?)
12. L'éléphant à la petite trompe (はなのみじかいゾウ, Hana no Mijikai Zō?)
13. Le témoin de la montagne (山頂の目撃者, Sanchō no Mokugekisha?)
14. Le voleur menteur très idiot (ウソつきドロボーおバカ系, Usotsuki Dorobō o Baka-kei?)
15. Le Terrifiant Sniper  (戦慄のスナイパー, Senritsu no Sunaipā?)
16. Trouvez Les Zyuman  (ジューマンをさがせ, Jūman wo sagase?)
17. Un Extra-Player Apparaît  (エクストラプレイヤー、乱入, Ekusutora Pureiyā, Ran'nyū?)
18. Les Cicatrices De La Terreur  (きざまれた恐怖, Kizamareta Kyōfu?)
19. En Qui Croire? (信じるのは誰, Shinjiru no wa Dare?)
20. Le Monarque du monde (世界の王者, Sekai no Ōja?)
21. Prison Break (プリズン・ブレイク, Purizun Bureiku?)
22. Eveil? Oú Érreur? (覚醒か？カン違いか？, Kakusei ka? Kanchigai ka??)
23. Le chasseur d'animaux géants (巨獣ハンター, Kyojyū Hantā?)
24. Des souvenirs ressurgissent  (よみがえる記憶 Yomigaeru Kioku?)
25. Unhappy Camera (アンハッピー・カメラ, Anhappī Kamera?)
26. Protéger le jour spécial (大切な日を守りたい, Taisetsu na Hi wo Mamoritai?)
27. Qui sont les vrais? (本物はどっちだ？, Honmomo wa dotchi da??)
28. Le retour des pirates de l'espace  (帰ってきた宇宙海賊, Kaettekita Uchū Kaizoku?)
29. Le Monarque des Monarques (王者の中の王者, Ōja no naka no Ōja?)
30. Le légendaire animal géant  (伝説の巨獣, Densetsu no Kyojyū?)
31. Quand l'animal géant se dresse (巨獣立つとき, Kyojyū Tatsu toki?)
32. Cœur vise versa (心は裏表 Kokoro wa Ura Omote?)
33. Nekodamashi et gratitude  (猫だましの恩返し, Neko Damashi no Ongaeshi?)
34. Le chasseur d'animaux géants contre-attaque  (巨獣ハンターの逆襲, Kyojyū Hantā no Gyakushū?)
35. Le dernier jour des Zyuohger  (ジュウオウジャー最後の日, Jūōjā Saigo no Hi?)
36. Le prince d'Halloween (ハロウィンの王子様, Harowin no Ōjisama?)
37. Le Monarque céleste (天空の王者 Tenkū no Ōja?)
38. High in the Sky, Flying Wings (空高く、翼舞う, Sora Takaku, Tsubasa Mau?)
39. Calories and Necklace (カロリーとネックレス, Karorī to Nekkuresu?)

## Autour de la série
- L'équipe porte le même titre que les Dobutsu Sentai Go-Busters apparus exclusivement dans Tokumei Sentai Go-Buster VS Dobutsu Sentai Go-Buster, un film où nous suivons la vie des Go-Busters dans une réalité alternative où Messiah, leur ennemi juré, n'existe pas.
- A ce jour, il n'existe pas de croisés VS Sentai entre Uchu Sentai Kyuranger et Dobutsu Sentai Zyuohgers.
  - Cela est peut-être dû au fait que la série elle-même se déroule dans un univers alternatif par rapport au reste de la série Super Sentai , mais il est supposé que la vraie raison est l'indisponibilité de l'acteur. Zyuoh TheWorld est apparu en tant que guest star dans Lupinranger contre Patranger contre Kyuranger pour compenser. L'équipe la plus proche avant la fin de la course de Kyuranger est celle des Kyurangers qui font une apparition anticipée dans Zyuohger contre Ninninger et les deux équipes faisant partie des équipes qui ont pris part à la bataille dans Kamen Rider × Super Sentai : Chou Super Héros Taisen .
- C'est la première équipe à avoir pour code couleur de départ : Rouge, bleu, jaune, vert, blanc.
- Pour la première fois, on a un ranger avec trois couleurs différentes sur son costume en même temps, en la personne de Zyuoh TheWorld, à savoir le noir, l'or et l'argent. Chacune d'entre elles est associée à un des animaux-totem du ranger qui sont respectivement le rhinocéros, le crocodile et le loup.
- Zyuoh Eagle est le deuxième ranger rouge à être aussi considéré comme un ranger noir par une gamme de jouets. Time Fire, sixième membre des Time Rangers était un ranger rouge, mais il était référé étant un ranger noir par la gamme de jouets de la série Gokaigers.
- On peut remarquer plusieurs clins d'œil à d'anciennes séries de la franchise : 
  - Zyuoh Eagle, Zyuoh Shark et Zyuoh Lion évoquent le trio de Sun Vulcan (1981), Zyuoh Gorilla rappelle Ginga Blue de Gingaman (1998), Zyuoh Elephant a le même genre de totem que Mammoth Ranger de Zyu Rangers (1992), et Zyuoh Tiger rappelle Gao White de Gao Rangers (2001). D'ailleurs, mis à part le Bison qui est remplacé par l'éléphant, tous les animaux de Gaorangers sont représentés, avec un échange entre le lion et l'aigle qui ont échangé leurs couleurs.
  - Zyuoh Eagle rend hommage à beaucoup de rangers rouges des équipes qui ont les animaux pour thème ; il a un rapace pour motif comme Vul Eagle, Red Falcon ou encore Red Hawk. Mais son second animal totem est un gorille, animal qui représente également le second mecha principal de Gao Red et de Geki Red.
  - "Yamato" est le nom de la tribu de Geki, ranger rouge de Kyoryu Sentai Zyuranger
- Le nom des Moebas est un jeu de mots basé sur le terme portugais « moeda » signifiant « pièce de monnaie »
- Yamato est le premier à être trois rangers : Zyuoh Eagle, Zyuoh Gorilla et Zyuoh Whale.